# Der Priestermord
Der Priestermord ist ein französisch-amerikanischer Spielfilm aus dem Jahre 1988. Der Film erzählt die wahre Geschichte rund um die Ermordung des polnischen Priesters Jerzy Popiełuszko. Die Namen der tatsächlich Beteiligten wurden für den Film allerdings geändert. 

## Handlung
Der Film spielt in Polen in den Jahren 1981 bis 1984. Polen leidet unter dem Kriegszustand. Stefan ist ein Anhänger des Kommunismus. Aus seiner Sicht wird die Geschichte erzählt.
Der Priester Alek hat sehr gute Kontakte zur Opposition gegen das kommunistische Regime und arbeitet eng mit den Aktivisten der Solidarność zusammen. Alek predigt gegen das Regime und steht unter Beobachtung des Geheimdienstes. Stefan sorgt dafür, dass der junge Mann Feliks mit einer erfundenen Biografie als desertierter Milizangehöriger Zugang zum Kreis um Priester Alek bekommt. Dies funktioniert. Feliks erhält Zugang zur Wohnung des Priesters und kann dort eine Radiostation und Flugblätter platzieren, die während einer Durchsuchung gefunden werden. Alek wird verhaftet, kommt aber auf Bestreben des Bischofs wieder frei. Der junge Priester soll nun Polen verlassen und zu Johannes Paul II. in den Vatikan gehen. Er lehnt die Möglichkeit des Exils jedoch ab und wird von seiner Gemeinde bei seiner Rückkehr dafür gefeiert. Als Stefan eines Tages erfährt, dass Alek eine Reise nach Kutno antreten will, stoppt er gemeinsam mit Feliks und Igor auf der Rückfahrt nach Warschau das Auto des Priesters. Der Priester wird ermordet.

## Kritiken
- Lexikon des internationalen Films: Die Auseinandersetzung zwischen Kirche und Staat im Polen der 80er Jahre wird im wesentlichen reduziert auf den archaischen Konflikt zwischen Kain und Abel, dem Märtyrer und seinem Mörder. Appelliert wird an die Emotionen des Zuschauers, die erschütternde Wirkung der Fakten wird jedoch in der Fiktion nicht erreicht.[1]